# Rupert Mutzl
Rupert Mutzl (* 14. Januar 1834 in Landshut als Heinrich Mutzl; † 21. Mai 1896) war ein deutscher Ordensgeistlicher, Abt des Klosters Scheyern und Präses der bayerischen Benediktinerkongregation.
Seine Eltern waren der Gymnasiallehrer Sebastian Mutzl (sen.) (1797–1863), ab 1845 Schulrektor in Eichstätt, und Rosina geb. Zehentner (1804–1882). Sein älterer Bruder Sebastian Mutzl war Eichstätter Diözesanpriester, Kunstsammler und Künstler.
Rupert Mutzl studierte in Eichstätt Theologie. Am 30. August 1857 legte er die ewige Profess ab und wurde am 4. September 1857 zum Priester geweiht. Er war Lehrer in der klostereigenen Studienanstalt sowie Vikar und Pfarrer (1870–1872) in Scheyern. Am 13. Dezember 1872 wurde er zum Abt gewählt und erhielt am 10. Februar 1873 von Gregor von Scherr die Abtbenediktion. Am 23. September 1873 wurde er zum Präses der Bayerischen Benediktinerkongregation gewählt. 1885 folgte ihm Benedikt Braunmüller als Präses. 1891 wurde er erneut zum Präses der Kongregation gewählt. In seiner Amtszeit als Abt verlängerte er die Stiftskirche, baute die Seminarkapelle und die Turnhalle. Er starb an einem Schlaganfall und wurde in der Abteikirche beigesetzt.